# Маниковецька сільська рада
Маникове́цька сільська́ ра́да — адміністративно-територіальна одиниця та орган місцевого самоврядування в Деражнянському районі Хмельницької області. Адміністративний центр — село Маниківці.

## Загальні відомості
Маниковецька сільська рада утворена в квітні 1944 року.
- Територія ради: 23,763 км²
- Населення ради: 1 210 осіб (станом на 2001 рік)
- Територією ради протікає річка Вовчок

## Населені пункти
Сільській раді підпорядковані населені пункти:
- с. Маниківці

## Склад ради
Рада складалася з 16 депутатів та голови.
- Голова ради: Мельник Олександр Іванович
- Секретар ради: Мендрик Галина Степанівна

### Керівний склад попередніх скликань
| Прізвище, ім'я, по батькові  | Основні відомості                                                                                                | Дата обрання | Дата звільнення |
| ---------------------------- | --- | ------------ | --------------- |
| Маніло Анатолій Афанасійович | Сільський голова, 1959 року народження, безпартійний                                                             | 26.03.2006   | 31.10.2010      |
| Сокальська Марія Йосипівна   | Сільський голова, 1970 року народження, освіта середня загальна, член Партії регіонів                            | 31.10.2010   | 20.11.2013      |
| Мельник Олександр Іванович   | Сільський голова, 1976 року народження, освіта середня спеціальна, член Всеукраїнського об'єднання «Батьківщина» | 25.05.2014   |                 |

Примітка: таблиця складена за даними сайту Верховної Ради України

### Депутати
За результатами місцевих виборів 2010 року депутатами ради стали:

#### За суб'єктами висування
| Суб'єкт висування            | Кількість обраних депутатів | %    |
| ---------------------------- | --------------------------- | ---- |
| Партія регіонів              | 8                           | 50   |
| Народна партія               | 5                           | 31,3 |
| Самовисування                | 2                           | 12,5 |
| Соціалістична партія України | 1                           | 6,3  |

#### За округами
| № округу                     | Прізвище, ім'я, по батькові    | Дата визнання обраним | Освіта             | Партійна приналежність             | Відомості про обраного депутата                             |
| ---------------------------- | ------------------------------ | --------------------- | ------------------ | ---------------------------------- | ----------------------------------------------------------- |
| Народна Партія               |                                |                       |                    |                                    |                                                             |
| 1                            | Ковальчук Микола Степанович    | 04.11.2010            | середня            | член Народної партії               | ДП «Маниковецький спиртовий завод», газоелектрозварювальник |
| 7                            | Савич Оксана Григоріна         | 04.11.2010            | вища               | член Народної партії               | Маниковецька загальноосвітня школа І-ІІІ ст., вчитель       |
| 9                            | Юрчак Михайло Степанович       | 04.11.2010            | середня            | член Народної партії               | ДП «Маниковецький спиртовий завод», оператор котельні       |
| 11                           | Глусь Степан Петрович          | 04.11.2010            | середня            | член Народної партії               | ДП «Маниковецький спиртовий завод», шофер                   |
| 15                           | Кухар Володимир Володимирович  | 04.11.2010            | середня            | член Народної партії               | приватний підприємець                                       |
| Партія регіонів              |                                |                       |                    |                                    |                                                             |
| 2                            | Шкварук Людмила Степанівна     | 04.11.2010            | середня            | член Партії регіонів               | ТЦОП, соціальний працівник                                  |
| 3                            | Крищуцька Ала Аркадіївна       | 04.11.2010            | середня спеціальна | член Партії регіонів               | Дитячий садочок «Сонечко», вихователь                       |
| 5                            | Сивулько Людмила Михайлівна    | 04.11.2010            | вища               | член Партії регіонів               | ДП «Маниковецький спиртовий завод», технолог                |
| 6                            | Мендрик Галина Степанівна      | 04.11.2010            | середня спеціальна | член Партії регіонів               | Маниковецька Сільська рада, секретар                        |
| 8                            | Гола Антоніна Францівна        | 04.11.2010            | середня спеціальна | член Партії регіонів               | Маниковецький АСЛ, лікар                                    |
| 12                           | Шпак Олена Степанівна          | 04.11.2010            | середня            | член Партії регіонів               | Дитячий садочок «Сонечко», помічник вихователя              |
| 13                           | Мельничук Віктор Броніславович | 04.11.2010            | вища               | член Партії регіонів               | ДП «Маниковецький спиртовий завод», головний інженер        |
| 14                           | Ковальчук Євгенія Леонідівна   | 04.11.2010            | середня спеціальна | член Партії регіонів               | Маниковецька Сільська рада, бухгалтер                       |
| Соціалістична партія України |                                |                       |                    |                                    |                                                             |
| 16                           | Очеретний Вадим Миколайович    | 04.11.2010            | вища               | член Соціалістичної партії України | Маниковецька загальноосвітня школа І-ІІІ ст., вчитель       |
| Самовисування                |                                |                       |                    |                                    |                                                             |
| 4                            | Суров Олексій Григорович       | 04.11.2010            | середня            | позапартійний                      | тимчасово не працює                                         |
| 10                           | Ковальчук Микола Володимирович | 04.11.2010            | середня            | позапартійний                      | тимчасово не працює                                         |